# Nick Dasović
Nick Dasović, född 5 december 1968 i Vancouver, är en kanadensisk tidigare fotbollsspelare, som spelat för kanadensiska landslaget. Han är av kroatiskt ursprung.

## Landslagsspel
Dasović debuterade för kanadensiska landslaget i april 1992 under en vänskapsmatch mot Kina och spelade sedan 63 landskamper, i vilka han gjorde två mål. Han representerade Kanada i 14 VM-kvalmatcher och spelade för Kanada i FIFA Confederations Cup 2001.
I januari 2004 spelade han sin sista landskamp, en träningsmatch mot Barbados.

### Landslagsmål
Kanadas resultat först.
| Nr | Datum           | Arena                                  | Motståndare | Mål | Resultat | Tävling                |
| -- | --------------- | -------------------------------------- | ----------- | --- | -------- | ---------------------- |
| 1  | 11 juli 1993    | Estadio Azteca, Mexico City, Mexiko    | Costa Rica  | 1-0 | 1-1      | CONCACAF Gold Cup 1993 |
| 2  | 13 oktober 1996 | Commonwealth Stadium, Edmonton, Kanada | Kuba        | 2-0 | 2-0      | kvalet till VM 1998    |